# La Poterie-Cap-d'Antifer

La Poterie-Cap-d'Antifer este o comună în departamentul Seine-Maritime, Franța. În 1 ianuarie 2022 avea o populație de 456 de locuitori.